# Juuso Hietanen
Juuso Hietanen (* 14. června 1985, Hämeenlinna) je finský lední hokejista, obránce. V současnosti působí ve finské nejvyšší soutěži, v klubu Hämeenlinnan Pallokerho (HPK). S finskou reprezentací vybojoval dvě medaile na olympijských hrách, na turnaji v Pekingu roku 2022 to byla zlatá, v Soči roku 2014 bronzová. Je rovněž mistrem světa z roku 2022. Má ze světového šampionátu též dvě stříbra, z let 2014 a 2016. Hrál též na OH 2018 (6. místo), MS 2010 (6. místo), MS 2012 (4. místo), MS 2013 (4. místo), MS 2015 (6. místo), MS 2017 (4. místo) a MS 2018 (6. místo). Domácí ligu v roce 2006 s HPK vyhrál (první klubový titul v historii). Hrál též nejvyšší soutěž švédskou za Brynäs IF a HV71, švýcarskou za HC Ambrì-Piotta a KHL za Torpedo Nižnij Novgorod a Dynamo Moskva. V KHL byl jednou druhým nejlepším střelcem sezóny a jednou třetím, přestože je obránce. Jeho celková bilance v této lize je 541 zápasů, 261 bodů, 80 branek. Dvakrát byl v KHL vybrán do Zápasu hvězd.